# Letters from Iwo Jima
Letters from Iwo Jima (硫黄島からの手紙, Iōjima kara no Tegami) is een Academy Award- en Golden Globe-winnende Amerikaanse oorlogsfilm, met in de hoofdrol Ken Watanabe. De film gaat over de slag bij Iwo Jima, gefilmd uit het Japanse perspectief. De film werd geregisseerd door Clint Eastwood, die ook Flags of Our Fathers regisseerde welke over dezelfde slag, maar dan vanuit Amerikaans perspectief gaat.
De film is bijna geheel Japans gesproken, maar is volledig geproduceerd door Amerikanen.
De film ging als eerste in première in Japan, op 9 december 2006. De Verenigde Staten volgde later, in verband met de Academy Awards.

## Bron
De film is gebaseerd op twee boeken, namelijk Picture Letters from Commander in Chief geschreven door generaal Tadamichi Kuribayashi en het boek van Kumiko Kakehashi, So Sad To Fall In Battle: An Account of War.
Een aantal dingen in de film zijn gebaseerd op de werkelijke slag en op de personen die er in vochten.

## Verhaal
Het strategisch gelegen eiland Iwo Jima ligt tussen de Amerikaanse vloot en hun thuisland Japan. Het is voor de Japanners van groot belang dat het eiland niet in Amerikaanse handen valt, daar de Amerikanen, omwille van de aanwezigheid van meerdere landingsbanen, van daaruit gemakkelijker via vliegtuigen het Japanse vasteland onder vuur zouden kunnen nemen.
Generaal Tadamichi Kuribayashi krijgt de leiding over de troepen op het eiland. Hij bereidt de troepen voor op een verwachte aanval. Het wordt de generaal echter niet gemakkelijk gemaakt. Zijn eigen officieren zijn het namelijk niet helemaal eens met zijn onconventionele strategieën.
Saigo is een van de soldaten die de generaal wel bewondert. Hij is alleen ziek van heimwee en de uitzichtloosheid van de oorlog. Het enige wat hij wil is terugkeren naar zijn vrouw en pasgeboren dochtertje. Zijn kansen op overleven worden echter met de dag kleiner. Er breken ziektes uit en met de Amerikaanse invasie in het vooruitzicht, zien de Japanners het somber in, wetende dat zij, gezien de numerieke en technologische overmacht van de Amerikanen, de aanval niet zullen overleven.

## Rolverdeling
| Acteur            | Personage                                |
| ----------------- | ---------------------------------------- |
| Ken Watanabe      | Luitenant-generaal Tadamichi Kuribayashi |
| Kazunari Ninomiya | Soldaat Saigo                            |
| Tsuyoshi Ihara    | Luitenant-kolonel Takeichi Nishi         |
| Ryo Kase          | Soldaat Shimizu                          |
| Shidou Nakamura   | Luitenant Ito                            |

## Prijzen

### Gewonnen
- Academy Awards — Beste geluidsmontage - Alan Robert Murray, Bub Asman
- Golden Globe Awards — Beste film in een vreemde taal
- Broadcast Film Critics Association Awards — Beste film in een vreemde taal
- Chicago Film Critics Association Awards — Beste film in een vreemde taal
- Dallas-Fort Worth Film Critics Association Awards — Beste film in een vreemde taal
- Los Angeles Film Critics Association Awards — Beste film
- National Board of Review of Motion Pictures — Beste film
- Cinema for Peace Award 57th Berlin Film Festival

### Nominaties
- Academy Awards — Beste film - Clint Eastwood, Steven Spielberg, & Robert Lorenz
- Academy Awards — Beste regisseur - Clint Eastwood
- Academy Awards — Beste Originele Screenplay - Iris Yamashita
- Golden Globe Awards — Best Director - Clint Eastwood
- Broadcast Film Critics Association Awards — Beste Film
- Broadcast Film Critics Association Awards — Beste regisseur - Clint Eastwood
- Chicago Film Critics Association Awards — Beste Film
- Chicago Film Critics Association Awards — Beste regisseur - Clint Eastwood
- Chicago Film Critics Association Awards — Beste Originale Score
- Chicago Film Critics Association Awards — Beste Screenplay
- Motion Picture Sound Editors — Best Sound Editing in a Feature Film: Dialogue and Automated Dialogue Replacement
- Motion Picture Sound Editors — Best Sound Editing in Sound Effects and Foley for a Feature Film